# Тедоцминда
Тедоцминда (груз. თედოწმინდა) — село в Грузии, на территории Горийского муниципалитета края (мхаре) Шида-Картли.

## География
Село находится в центральной части Грузии, на правом берегу реки Большая Лиахви, на расстоянии приблизительно 2 километров (по прямой) к северо-западу от города Гори, административного центра муниципалитета. Абсолютная высота — 655 метров над уровнем моря.

## Население
По результатам официальной переписи населения 2014 года в Тедоцминде проживало 524 человека (257 мужчин и 267 женщин). В национальной структуре населения азербайджанцы составляли 54,3 %, грузины — 38,9 %, осетины — 6,7 %.
| Год  | Население, человек |
| ---- | ------------------ |
| 2002 | 541                |
| 2014 | ↘ 524              |